# Domenico Quirico
Domenico Quirico (Asti, 18 dicembre 1951) è un giornalista italiano.

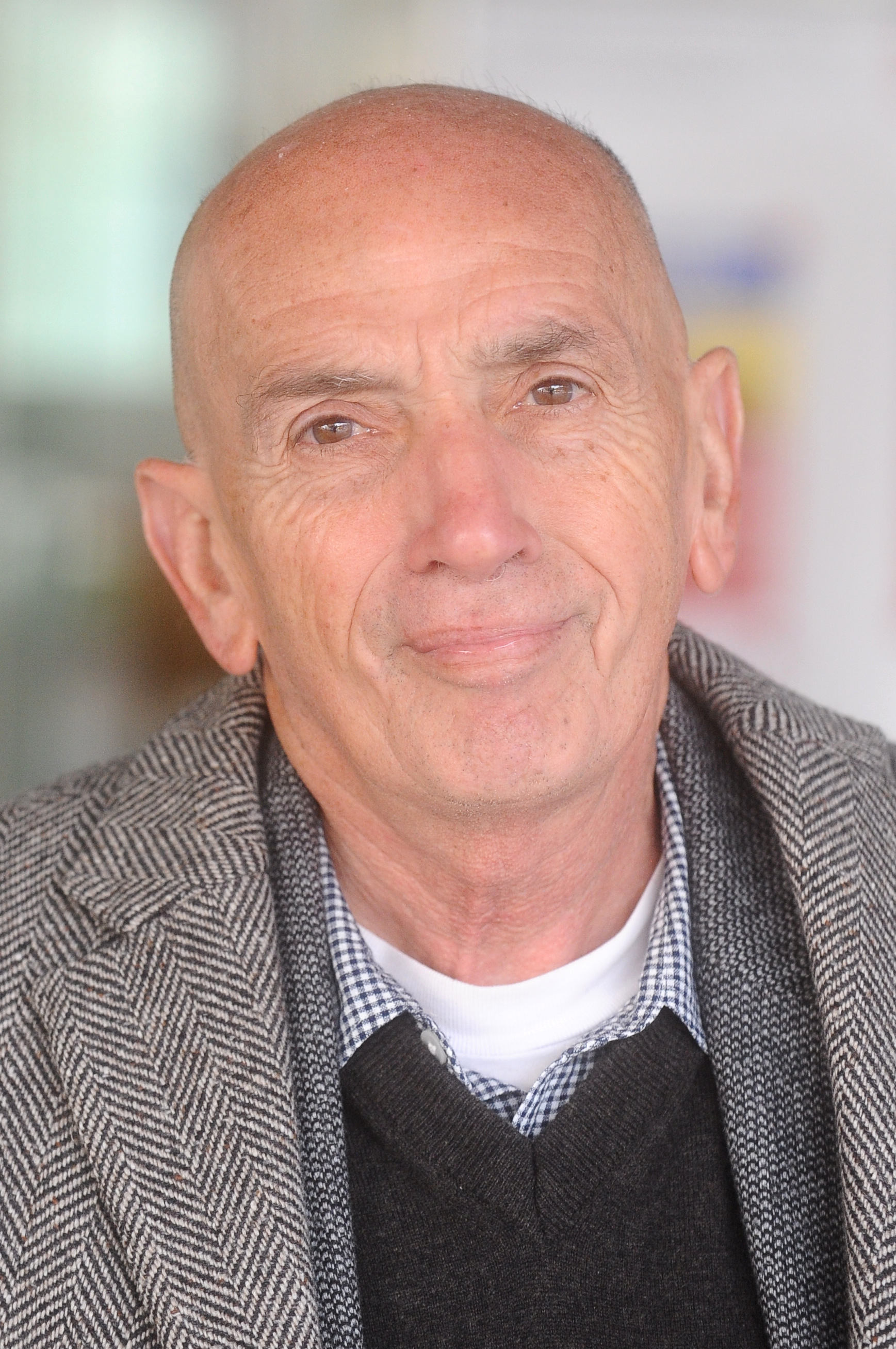
Domenico Quirico nel 2024

È reporter per il quotidiano torinese La Stampa, caposervizio esteri. È stato corrispondente da Parigi e inviato di guerra. Si è interessato fra l'altro delle cosiddette primavere arabe.

## Biografia
Nato ad Asti, dopo la laurea in giurisprudenza inizia a lavorare presso la redazione della propria città del quotidiano torinese La Stampa. Divenuto caposervizio, è poi corrispondente da Parigi e successivamente inviato di guerra in molte aree del mondo, fra le quali: il Darfur, il Sudan, l'Uganda, la Tunisia, e l'Egitto, seguendo anche le Primavere arabe. Nell'agosto 2011 viene rapito in Libia e liberato dopo due giorni.
Il 9 aprile 2013, mentre si trova in Siria come inviato di guerra, di lui si perde ogni traccia. La prima notizia del suo rapimento giunge il 6 giugno, quando viene diffusa la notizia che Quirico è ancora vivo. Viene infine liberato l'8 settembre 2013, dopo 5 mesi di sequestro, grazie ad un intervento dello Stato Italiano, e infine riportato a casa.
Nel 2015 con Il grande califfato vince la sezione saggistica del Premio Brancati. Nel 2016 il documentario Ombre dal Fondo diretto da Paola Piacenza è il film di chiusura delle Giornate degli autori della Mostra del Cinema di Venezia, presentato fuori concorso. Nel filmato, di fronte alla telecamera, Domenico Quirico ripercorre il suo rapporto con il giornalismo e il rapimento in Siria.

## Opere
- Squadrone bianco. Storia delle truppe coloniali italiane, Mondadori, 2003.
- Adua. La battaglia che cambiò la storia d'Italia, Mondadori, 2004.
- Generali. Controstoria dei vertici militari che fecero e disfecero l'Italia, Mondadori, 2007.
- Naja. Storia del servizio di leva in Italia, Mondadori, 2008.
- Primavera araba. Le rivoluzioni dall'altra parte del mare, Bollati Boringhieri, 2011.
- Gli ultimi. La magnifica storia dei vinti, Neri Pozza, 2013.
- Il paese del male. 152 giorni in ostaggio in Siria, Neri Pozza, 2013.
- Il grande califfato, Neri Pozza, 2015.
- Esodo. Storia del nuovo millennio, Neri Pozza, 2016. ISBN 978-88-545-1163-7
- Succede ad Aleppo, Laterza, 2017.
- Morte di un ragazzo italiano - In memoria di Giovanni Lo Porto, Neri Pozza, 2019.
- La sconfitta dell'Occidente, con Laura Secci, Neri Pozza, 2019. ISBN 978-88-545-1916-9
- Addio Kabul, con Farhad Bitani, Neri Pozza, 2021.
- Il pascià. L'avventurosa vita di Romolo Gessi, esploratore, UTET, 2021.
- Guerra totale. La bancarotta bellicista, Neri Pozza, 2022.
- Quando il cielo non fa più paura, Mondadori, 2023.
- Kalashnikov, Rizzoli, 2024.
- Le quattro jihad, Rizzoli, 2025, ISBN 9788817184595.